# Журавльов Сергій Прокопович
Сергі́й Проко́пович Журавльо́в (рос. Сергей Прокофьевич Журавлёв; 20 жовтня 1892 — 26 листопада 1937) — російський мисливець-промисловець, дослідник Арктики.

## Життєпис
Народився у селі Рогачевська Смотроковської волості Шенкурського повіту Архангельської губернії Російської імперії у багатодітній родині мисливця-артільника. Росіянин.
У 1906 році вперше потрапив на Нову Землю, куди його на літо, як кухарчука, взяв з собою батько. Протягом наступних чотирьох років щоліта бував на Новій Землі, допомагаючи батькові. З 1910 року став повноправним членом артілі. У 1914 році через початок Першої світової війни відмовився повертатись на материк, боючись призову до війська. Повернувся додому у 1918 році. Учасник Громадянської війни в Росії: воював на Східному фронті проти військ Колчака. Протягом 1920—1924 років разом з сім'єю провів на Новій Землі. Через необхідність навчати дітей був змушений повернутись на материк, проте щорічно ходив на сезонний промисел тріски на Мурман.
У 1927 році вступив до однієї з артелей, створених на Новій Землі у період колективізації. Проте, через конфлікт з керівництво артілі, демонтративно вийшов з її складу. У 1929 році примусово вивезений на материк.
Взимку 1929—1930 року С. Журавльов був залучений до Першого Всесоюзного пробігу на собачих упряжках, організованого Центральною радою Тсоавіахіму. Під час організації пробігу він познайомився з Г. Ушаковим, який запросив С. Журавльова до складу своєї експедиції на Північну Землю, як каюра (погонича собак) і мисливця-промисловика. У ході дворічної (1930—1932) експедиції була складена детальна мапа архіпелагу Північна Земля.
У 1932 році, відразу після повернення з Північної Землі, С. Журавльов взяв участь в експедиції на криголамі «Красін» по врятуванню поселенців одного зі становищ на північному острові Нової Землі.
У 1933 році С. Журавльов очолив промислову зимівлю в бухті Марії Прончищевої, метою якої було вивчення і освоєння природно-промислових багатств Східного Таймиру. На собачій упряжці С. Журавльов об'їхав узбережжя моря Лаптєвих від мису Челюскіна до Нордвіка, а також здійснив декілька поїздок з геологами у глиб півострова до відрогів хребта Бирранга.
Взимку 1937 року кораблі тресту «Нордвікбуд» через важку крижану обстановку в протоці Вількіцького не змогли пробитися до східного узбережжя Таймиру, до бухти Кожевникова і розвантажилися на Діксоні та в Ігарці. Звідси геологам, геофізикам і буровикам довелося добиратися кількома санними поїздами, один з яких вів С. Журавльов, через увесь Таймирський півострів. Під час цієї поїздки С. Журавльов сильно занедужав. Влітку він уже не вставав. Його відправили пароплавом в Архангельськ, але судно було скуто кригою в морі Лаптєвих і лягло в дрейф. Криголамом «Красін» частину людей, в тому числі і вмираючого С. Журавльова, доставили в бухту Кожевникова. Помер 26 листопада 1937 року. Похований на мисі Портовому, за 8 кілометрів від селища буровиків.

## Нагороди
- орден Трудового Червоного Прапора — за участь в експедиції на Північну Землю.

## Вшанування пам'яті
Ім'ям Сергія Журавльова названо:
- мис на заході острова Більшовик (архіпелаг Північна Земля);
- бухта на півдні острова Більшовик (архіпелаг Північна Земля);
- затока на західному березі острова Комсомолець (архіпелаг Північна Земля);
- річка, що впадає у Хатангську затоку.